# تعداد السعودية
تعداد سكان السعودية هو إحصاء سكاني تُجريه المملكة العربية السعودية، وتُشرف عليه الهيئة العامة للإحصاء بغرض جمع ونشر المعلومات الديموغرافية والاجتماعية والاقتصادية للسكان.

## التاريخ
بدأ العمل الإحصائي في السعودية منذ عام 1349هـ الموافق 1930م، وأصبح عملًا منظمًا يستند في مرجعيته النظامية والإدارية والفنية إلى «نظام الإحصاءات العامة» الصادر بالمرسوم في عهد الملك سعود بن عبد العزيز آل سعود بتاريخ 7 ذو الحجة 1379 هـ الموافق 1 يونيو 1960 م. في 1 محرم 1391 هـ الموافق 26 فبراير 1971، في عهد الملك فيصل بن عبد العزيز آل سعود، وافق مجلس الوزراء على «نظام تعداد السكان العام» الذي يتضمن «إجراء التعداد للسكان في جميع أنحاء المملكة في موعد يحدده قرار من مجلس الوزراء - وزير المالية والاقتصاد الوطني المسئول عن إجراء التعداد بواسطة مصلحة الإحصاءات العامة – ما يجب على جميع موظفي ومسئولي الدولة تجاه الموظفين القائمين بالتعداد – تنشر نتائج التعداد على شكل جداول إحصائية عامة.» ليكون بذلك أوّل تعدادٍ للسكان يُجرى في السعودية، وأعلنت نتائجه في 1394 هـ الموافق 1974 م.

## الأهداف
يهدف جمع ونشر المعلومات الديموغرافية والاجتماعية والاقتصادية للسكان إلى:
- توفير متطلبات الدولة واحتياجات المخططين والباحثين من البيانات الأساسية عن السكان والمساكن التي تتطلبها خطط التنمية.
- توفير إطار حديث لكافة الأبحاث الإحصائية المتخصصة التي تجرى بأسلوب العينة.
- إيجاد قاعدة عريضة من البيانات واستخدامها كأساس موثوق به في إجراء الدراسات والبحوث التي تتطلبها برامج التنمية الاقتصادية والاجتماعية والإدارية.

## التعدادات السابقة
أجرت السعودية 5 تعدادات سكان رسمية سابقًا، آخرها تعداد السعودية 2022 الذي بدأ في الخامس في 10 مايو 2022، وأعلنت الهيئة العامة للإحصاء عن نتيجته في تاريخ 11 ذو القعدة 1444هـ / 31 مايو 2023م.
| رقم التعداد | السنة            | عدد السكان      |
| ----------- | ---------------- | --------------- |
| 1           | 1394 هـ / 1974 م | 7,009,466 نسمة  |
| 2           | 1413 هـ / 1992 م | 16,948,388 نسمة |
| 3           | 1425 هـ / 2004 م | 22,678,262 نسمة |
| 4           | 1431 هـ / 2010 م | 27,136,977 نسمة |
| 5           | 1443 هـ / 2022 م | 32,175,224 نسمة |

## توقعات السكان
توقعات السكان أو الإسقاطات السكانية تُجرى سنويًّا من قِبل الهيئة العامة للإحصاء وتُعلن نتائجها بالتزامن مع اليوم الوطني للمملكة العربية السعودية.

## الكتاب الإحصائي السنوي
الكتاب الإحصائي السنوي هو كتابٌ تُصدره الهيئة العامة للإحصاء سنويًّا، ويعتمد على جهد تجميعي كبير لنطاق عريض من البيانات والمعلومات الإحصائية الخاصة بالمملكة، ويتضمن بيانات ومعلومات إحصائية شاملة لمختلف أنشطة الأجهزة الحكومية وغير الحكومية في مختلف المجالات الاقتصادية والاجتماعية والثقافية. ويحتوي الكتاب الإحصائي على معلوماتٍ عامةٍ عن المملكة تشمل الموقع والمساحة والملامح الجغرافية والمناخ والتقسيم الإداري وغيرها. يتضمّن الكتاب أيضًا 20 فصلًا هي:
1. السكان والخصائص الحيوية
2. المساكن والعقار
3. الصحة
4. التعليم والتدريب
5. الزراعة والمياه والبيئة
6. الثقافة والإعلام
7. التجارة الخارجية
8. الخدمات والتنمية الاجتماعية
9. المال والتأمين والأسعار
10. الخدمات الإدارية
11. سوق العمل والحماية الاجتماعية
12. الصناعة
13. الناتج المحلي وإنفاق الأسرة
14. النقل والمواصلات
15. التقنية والاتصالات
16. الشؤون الإسلامية والحج والعمرة
17. السياحة والترفيه والرياضة
18. الطاقة
19. المنشآت الاقتصادية
20. بيانات الميزانية

## إحصاء عدد السكان

### 2024
في فبراير 2025م كشفت الهيئة العامة للإحصاء ارتفاع إجمالي عدد السكان في المملكة العربية السعودية إلى 35.3 مليون نسمة، بمعدل 4.7% بنهاية النصف الأول من 2024، مقارنة بعام 2023. حيث بلغ عدد السكان السعوديين ما يزيد على 19.6 مليون نسمة لعام 2024، فيما بلغ عدد السكان غير السعوديين نحو 15.7 مليون نسمة.

## وصلات خارجية
- الموقع الرسمي